# Opération 1027
Pour un article plus général, voir Guerre civile de 2021-2024 en Birmanie.
Guerre civile de 2021-2024 en Birmanie
Batailles
- Conflit armé birman
- Coup d'État de 2021 en Birmanie
- Manifestations de 2021-2022 en Birmanie
  - Mort de Mya Thwe Thwe Khine (en)
  - Mort de Kyal Sin (en)

- Chin (en)
- Zone sèche (en)
- État de Rakhine (en)

- Tentative d'assassinat de Bai Yingneng (en)
- Alaw Bum
- Kalay
- Thapyayaye
- Taze (en)
- Naungmon (en)
- Thaw Le Hta
- Mindat (en)
- Muse (en)
- Mandalay (en)
- Myin Thar (en)
- Myawaddy (en)
- Route nationale 8
- 1re Loikaw (en)
- 1re Demoso

- Kachinthay (en)
- Lay Kay Kaw (en)
- Hnan Khar
- Rivière Chindwin (en)
- 2e Demoso (en)
- 2e Loikaw (en)
- Thantlang
- Pekon (en)
- Khin-U (en)
- Assassinat de Ohn Thwin
- Kawkareik
- Ti Bwar

- Konarpara (en)
- Mese (en)
- Shwe Kokko
- Kanaung
- Taungthaman (en)

- 1027
  - Chinshwehaw (en)
  - Namhsan (en)
  - Laukkai
  - Kaladan
  - Lashio
- 3e Loikaw (en)
  - 1107
- Kyindwe (en)
- Kachin (en)
  - Bhamo (en)
- Myawaddy
- Rakhine
  - Ann
  - Maungdaw
  - Kyaukphyu (en)
- Confrérie Chin (en)
  - Falam
- Assassinat d'Ashin Munindabhivamsa (en)
- Budalin
- Myingyan (en)
- Ngape (en)
- Katha (en)

- Hlaingthaya
- Pégou
- Tabayin (en)
- Mo So
- Mon Taing Pin (en)
- Let Yet Kone
- Meurtre de Saw Tun Moe
- Hpakant
- Tar Taing
- Pazigyi
- Pinlaung
- Laiza
- Buthidaung
- Byian Phyu
- Oe Htein Kwin

L'opération 1027 (birman : ၁၀၂၇ စစ်ဆင်ရေး) est une opération militaire conjointe menée par l'Alliance des Trois Fraternités (birman : ညီနောင်မဟာမိတ်သု ံးဖွဲ့), une coalition militaire composée de trois organisations armées ethniques en Birmanie : l'Armée d'Arakan (AA), de l'Armée de l'Alliance nationale démocratique de Birmanie (MNDAA) et de l'Armée de libération nationale Ta'ang (TNLA), alliées à d'autres forces rebelles du pays, contre la Tatmadaw, la junte militaire au pouvoir en Birmanie.
Les forces rebelles conjointes lancent des attaques simultanées sur plusieurs cibles dans le nord de l'État shan, ciblant l'armée birmane, la force de police birmane et d'autres installations militaires le long de la frontière avec la Chine,. L'Alliance des Trois Fraternités réussit à prendre le contrôle de la zone auto-administrée de Kokang (en) (Kokang SAZ), d'une importance stratégique, après sa victoire décisive lors de la bataille de Laukkai,. L'offensive déclenche des offensives rebelles en dehors de l'État shan et à travers le pays, dont l'offensive de Rakhine dans l'État de Rakhine, les opérations 1107 et 1111 (en) dans l'État de Kayah, et d'autres offensives dans la région de Sagaing et l'État Chin,,. Les forces de résistance à travers le pays capturent des dizaines de villes, l'Alliance des Trois Fraternités affirmant qu'au 28 novembre 2023, elle a capturé plus de 220 positions de la junte. Le gouvernement civil en exil de la Birmanie, le Gouvernement d'unité nationale, déclare son soutien à l'offensive militaire, et son aile armée, la Force de défense du peuple (PDF), participe à des opérations militaires contre les forces du régime.
Les victoires de l'offensive surprise contre le régime militaire conduisent les observateurs à la qualifier de « moment le plus difficile » pour le régime « depuis les premiers jours du coup d'État ». Le régime n'est pas en mesure de répondre efficacement à la vague de pertes qu'il subit, recourant à des bombardements et des frappes aériennes aveugles en guise de représailles. Les parties conviennent d'un cessez-le-feu en décembre, mais l'accord échoue rapidement. Les parties conviennent d'un autre cessez-le-feu négocié par la Chine pour le nord de l'État shan le 11 janvier, mais à la suite d'escarmouches et d'allégations selon lesquelles le régime mène des frappes aériennes en violation des termes du cessez-le-feu, le cessez-le-feu est rompu en juin lorsque les forces rebelles reprennent leurs actions offensives,.

## Contexte

### Rébellions et conflits ethniques
La principale coalition rebelle qui combat lors de l'opération 1027 est l'Alliance des Trois Fraternités, composée de trois organisations ethniques armées antigouvernementales bien établies. L'une d'elles est l'Armée de l'Alliance nationale démocratique de Birmanie (MNDAA), une organisation ethnique armée dont les membres sont d'origine chinoise Kokang (en). Les deux autres membres du groupe sont l'Armée de libération nationale Ta'ang (TNLA), qui opère dans l'État shan, et l'Armée d'Arakan, qui opère dans l'État de Rakhine.
Durant le conflit birman, l'armée a du mal à imposer son pouvoir dans les régions habitées par des minorités ethniques, car elle recrute principalement parmi la population majoritaire bamar, qui ne connaît pas la langue et les paysages des zones ethniques. Pour compenser, elle conclut des accords avec certaines milices locales, qui acceptent d'être subordonnées aux Forces de garde-frontières (BGF), mais conservent une grande autonomie. En échange de la suivie dans une certaine mesure des ordres de l'armée, les dirigeants de ces groupes peuvent gérer des entreprises.
Après deux années d'efforts persistants dans diverses régions de Birmanie, les ressources de l'armée birmane se trouvent de plus en plus sollicitées fin 2023. Le 9 octobre 2023, l'armée attaque la base de Mung Lai Hkyet, à trois kilomètres au nord de Laiza, le quartier général de l'Armée pour l'indépendance kachin (KIA), un proche allié de l'Alliance des Trois Fraternités. Le lieutenant général de la KIA, Gun Maw, déclare dans une interview que le conflit est porté aux portes de la KIA, ce qui nécessite une riposte militaire.

### Arnaques informatiques en Birmanie depuis 2021
En raison de la corruption au sein de la Tatmadaw et du manque de contrôle de la part de cette dernière sur les zones frontalières, de nombreux groupes armés des deux côtés commencent dans les domaines de l'exploitation minière et du commerce, mais se tournent progressivement vers des activités plus illicites, comme les jeux de hasard et la cyberescroquerie, dans lesquelles cette dernière suscite le plus d'attention. L'industrie de la cyberescroquerie est particulièrement préoccupante en Birmanie depuis le coup d'État de février 2021. La junte militaire travaille avec des gangs criminels chinois pour faire entrer plus de 120 000 personnes dans le pays. Ces usines à fraude (en) rapportent des milliards de dollars de revenus à la junte et aux gangs qui les exploitent. Les gangs criminels font entrer dans le pays des ressortissants chinois et d'autres personnes, notamment des indiens, des cambodgiens, des vietnamiens, des thaïlandais, des malaisiens, des tadjiks, des philippins et des kirghizes par l'intermédiaire de divers autres gangs d'Asie du Sud-Est et d'Asie centrale,,.
Dans le nord de la Birmanie, ils sont contraints de travailler dans des conditions inhumaines et dégradantes. Selon l'organisation caritative vietnamienne Blue Dragon, les victimes de la traite sont contraintes de travailler dans des opérations frauduleuses. Elles sont retenues contre leur gré et contraintes de vendre leurs organes si elles ne parviennent pas à atteindre les quotas. Les milices cybernétiques perturbent particulièrement la Chine, voisine de la Birmanie, d'où des individus sont conduits en Birmanie sous de faux prétextes, puis forcés à travailler dans des usines frauduleuses. En conséquence, la Chine exerce des pressions sur le régime pour qu'il mette fin à cette pratique et travaille activement avec l'Alliance des Trois Fraternités pour extraire les individus faisant l'objet de mandats d'arrêt chinois en instance. Selon une réunion d'urgence du Conseil national de défense et de sécurité, le chef de la junte Min Aung Hlaing note que les tensions de longue date et les centres d'appel frauduleux le long de la frontière sont exacerbés par les investissements chinois.
Le 20 octobre 2023, une tentative de sauvetage (zh) par des prisonniers dans un centre de cyber-escroquerie à Laukkai, dans la zone auto-administrée de Kokang, aboutit à un massacre au cours duquel des prisonniers en fuite sont tués par des gardes. Le centre et les forces paramilitaires sont sous le contrôle du chef du réseau de cybercriminalité et ancien député pro-militaire Ming Xuechang (zh). Selon certaines informations, plus de 80 personnes sont tuées et quatre policiers chinois infiltrés sont enterrés vivants. Cet incident force la Chine à autoriser tacitement les forces anti-junte à lancer l'opération 1027,.

## Déroulement

### Phase 1 de l'opération1027

#### Octobre 2023

##### 27 octobre
L'Alliance des Trois Fraternités publie une déclaration commune le 27 octobre 2023 déclarant le début de l'opération 1027. L'alliance a la capacité combinée de mobiliser 15 000 soldats. La déclaration détaille les principaux objectifs de l'opération, à savoir :
- « Protéger la vie des civils
- Faire valoir [leur] droit à la légitime défense
- Garder le contrôle de [leur] territoire
- Répondre résolument aux attaques d'artillerie et aux frappes aériennes en cours perpétrées par le Conseil administratif d'État
- Éradiquer le régime militaire oppressif
- [Combattre] la fraude généralisée aux jeux de hasard en ligne qui frappe la Birmanie, en particulier le long de la frontière sino-birmane[62],[63] »

À 4 h 0 du matin, le MNDAA attaque des bases militaires à Kokang et signale que les forces de la junte sont tuées et certaines capturées avec leurs armes. Les rapports indiquent que le TNLA capture le camp 13 Mile et le camp Microweave de la junte sur la route Namkham-Namphatka dans le canton de Namhkam (en). Le MNDAA prend le contrôle de la ville de Chinshwehaw (en) et bloque l'autoroute Lashio-Muse et la route Lashio-Chinshwehaw pour empêcher le régime d'amener des renforts le long de ces routes.
Le régime répond par des bombardements aériens et de violents bombardements. Le porte-parole du Conseil administratif d'État, le général Zaw Min Tun, confirme que des combats ont lieu près de Hsenwi et que certains postes de police de sécurité et de milice sont détruits. Il admet également que certains membres des forces de sécurité sont tués et blessés, mais ne fournit pas le nombre exact. Selon Al Jazeera, l'agence de presse allemande Deutsche Presse-Agentur rapporte qu'environ 20 soldats sont tués lors d'une attaque contre l'un des bureaux de douane de Chinshwehaw. Un membre des forces de police de Luakkiang rapporte que 17 policiers sont tués après que le MNDAA attaque des points de contrôle. L'Armée de libération du peuple bamar (BPLA) déclare qu'elle est impliquée dans l'opération aux côtés de l'Alliance des Trois Fraternités, qui forme des combattants du BPLA.
L'AA s'engage dans de multiples escarmouches avec les forces de la junte dans le canton de Htigyaing (en), un canton limitrophe du nord-ouest de l'État shan dans la région de Sagaing. L'AA fait plusieurs victimes au sein de la junte après des affrontements au sud du mont Mawkunv.
Neuf groupes rebelles attaquent un poste de contrôle militaire sur la route Taungtha-Myingyan, dans le canton de Taungtha (en). Les groupes utilisent des drones pour bombarder la base avant leur assaut et affirment avoir tué 20 soldats de la junte. D'autres rebelles tendent une embuscade à un convoi de la junte apportant des renforts, mais sont contraints de se retirer.
Un enfant et une femme sont tués et au moins cinq autres personnes sont blessées lors d'une frappe d'artillerie sur le village de Namphatka, dans le canton de Kutkai (en).

##### 28 octobre
Selon des sources rebelles, le MNDAA tend une embuscade aux soldats de la junte venant de Hopang (en) et s'empare de trois avant-postes de la junte, dont deux près de la frontière sino-birmane, dans la ville de Mong Ko (en). Ils affirment également avoir vaincu des parachutistes largués près de Chinshwehaw et capturé des armes parachutées. Le TNLA affirme avoir saisi trois avant-postes dans le canton de Namhkam et deux avant-postes dans la région de Lashio. Les porte-parole de la junte reconnaissent avoir perdu certains avant-postes et expriment leur désir de paix et de stabilité.
Environ 600 personnes déplacées de Lashio sont déplacées par des armes lourdes et des tirs d'armes à feu les 27 et 28. Les affrontements perturbent les routes et les villages près de Lashio, notamment le péage d'Hopaik sur l'autoroute Lashio-Muse. Cependant, Lashio lui-même reste pratiquement intact. La route Mandalay-Lashio et le péage d'Hopaik, qui connaissent des combats le 27, reviennent à la normale le 28. Les combats, cependant, continuent à se dérouler plus loin de Mandalay, vers Kyaukme, Hsenwi et Kutkai.

##### 29 octobre
Les affrontements dans le canton de Htigyaing se poursuivent jusqu'au 29 octobre, la junte envoyant des avions de l'armée de l'air pour s'engager dans la zone.
Une force dirigée par le TNLA, aux côtés des forces du PDF de Mandalay, attaque un camp de la junte dans le village de Kyaukkyan, à cinq kilomètres de la ville de Nawnghkio. La junte se retire du camp et se dirige vers un site de missiles sur la route Nawnghkio-Yetsawk. Au même moment, un autre contingent attaque et capture le personnel de la junte sur le pont Goktwin, sur la route Nawnghkio-Kyaukme, près du viaduc de Gokteik, coupant l'accès le long de la route Mandalay-Muse Union. D'autres groupes du TNLA et du PDF attaquent une unité militaire près d'Ahtet Nyaung Kone, dans la municipalité de Mogok (en).

##### 30 octobre
Cinq affrontements se poursuivent dans le nord de l'État shan, au sein d'un avant-poste de la commune de Hsenwi, et l'Alliance détruit le bureau du département de l'administration générale (en) de Hsenwi. L'Alliance des Trois Fraternités affirme en outre avoir capturé les forces de la junte dans le village de Mongli, dans le canton de Hsenwi, et avoir encerclé le canton de Nawnghkio. À la fin du 30 octobre, l'Alliance des Trois Fraternités affirme avoir capturé un total de 67 avant-postes de l'armée et fait prisonniers 34 membres de la junte. Les forces rebelles réussissent également à capturer deux véhicules blindés MT-LBMSh de fabrication ukrainienne appartenant à la junte. Quatre véhicules d'appui-feu WMA301 de 105 mm sont également détruits par des groupes rebelles au cours de plusieurs jours de combats. La TNLA et le PDF de Mandalay réussissent également à capturer des zones autour de la ville de Nawnghkio.
Un porte-parole de l'Armée pour l'indépendance Kachin (KIA) déclare que le groupe collabore avec l'Alliance des Trois Fraternités dans le cadre de l'opération et réaffirme leur objectif commun de renverser la junte militaire. L'Alliance annonce également qu'elle coopère avec la KIA dans les batailles de Sagaing.

##### 31 octobre
Vers 5 h 0 du matin, les forces conjointes de la KIA et de l'AA attaquent le camp Maliyan près de la base de la junte de Kantawyang (my), sur la route Myitkyina-Bhamo, dans le canton de Waingmaw (en). La bataille implique des frappes aériennes de l'armée de l'air birmane qui détruisent six maisons après des attaques visant Aungja. À 8 h 0 du matin, la junte perd le contrôle du camp et les forces conjointes se déplacent vers la base de Kantawyang, capturant la base des forces de la junte en retraite. Les tirs à l'arme lourde et les attaques aériennes se poursuivent dans la zone, notamment des frappes visant Laiza, le quartier général de la KIA. Au cours de l'attaque, le commandant du 387e bataillon de la junte est tué. Le 71e bataillon d'infanterie de la Tatmadaw arrête une vingtaine de réfugiés pour les utiliser comme boucliers humains et mutile sept d'entre eux à Tabayin.

#### Novembre 2023

##### 1ernovembre
Le 1er novembre, la junte arrête environ 200 travailleurs étrangers pour les utiliser comme boucliers humains sur la ligne de front de Laukkai.

##### 2 novembre
Le 2 novembre, 92 bases de la junte et quatre villes sont capturées par l'Alliance des Trois Fraternités et leurs alliés. Il est également rapporté que 14 civils sont tués par les bombardements et les frappes aériennes de la junte depuis le début de l'opération. L'Alliance prétend avoir le « contrôle total » de Chinshwehaw et de Hsenwi. L'Alliance des Trois Fraternités impose également un siège à Nawngkhio, bloquant les troupes de la junte de tout le nord de l'État shan. Pang Hseng (en), une ville frontalière à l'est de Muse, passe également sous le contrôle de l'alliance.

##### 3 novembre
Les forces rebelles occupent le poste de police de Kawlin le 3 novembre après des attaques simultanées contre au moins 10 positions de la junte dans huit cantons des régions de Sagaing et Magwe dans le cadre de l'opération. Le ministère de la Défense du NUG déclare qu'au moins six camps de la junte et postes de police sont saisis par les forces de résistance dans le nord de la région de Sagaing, dans les cantons de Kawlin, Kantbalu, Kyunhla, Wuntho, Kalewa, Kale, Homalin et Tamu.

##### 4 novembre
Au 4 novembre, 106 bases de la junte et quatre villes sont capturées par l'alliance anti-junte dans les États shan et Kachin. La junte birmane lance plusieurs frappes aériennes à Kawlin, dans la région de Sagaing, alors que les forces rebelles attaquent les bastions du régime, selon les habitants. La KIA, l'AA et l'ABSDF (en) combattent aux côtés des forces du PDF et du LPDF sur le front de Sagaing-Magway dans le cadre de l'opération.
Au cours du conflit, un obus tombe sur la frontière chinoise, causant la mort d'un citoyen chinois et de multiples blessés parmi d'autres.

##### 6 novembre
Après avoir attaqué Kawlin pendant trois jours, les forces combinées de la KIA, de l'AA et du PDF réussissent finalement à capturer la ville. Namhkam est également prise par le TNLA. Il ne reste qu'une seule base de la junte sur une colline à environ trois kilomètres de la ville. Les forces de l'AA et du MNDAA s'emparent également de la base de Panlong dans le canton de Kunlong. Le colonel Aung Kyaw Lwin, commandant de la 99e division d'infanterie, est tué dans la bataille. Il est également rapporté que la junte lance des frappes d'artillerie quotidiennes et des frappes aériennes sur la ville de Laiza en représailles de ses pertes massives.
Il est signalé que plus de 20 civils, dont trois enfants, sont tués par les frappes aériennes et les bombardements de la junte depuis le début de l'opération.

##### 7 novembre
La ville de Khampat (en), dans la région de Sagaing, est prise par les PDF. La bataille pour la ville commence le 4 novembre. En trois jours, tous les commissariats et camps militaires sont pris par les forces rebelles. La ville passe sous le contrôle total des forces des PDF dans la matinée du 7 novembre. Les forces de la KIA et de la Force de défense nationale Chin (CNDF) particpent également à l'assaut. La ville de Mong Ko, le long de la frontière sino-birmane, est capturée par le MNDAA. La base de Mong Ko, l'une des bases les plus importantes du nord de l'État shan, est également capturée par le MNDAA. Ils capturent des munitions et d'autres équipements militaires, dont un véhicule blindé.
Dans le sud-est de l'État de Kayah, la Force de défense des nationalités karenni lancé l'opération 1107 en soutien à l'opération 1027, capturant trois bases de la junte dans le canton de Maesae dans la journée. Il s'agit de la première escarmouche se produisant dans la région depuis le début de l'opération.

##### 8 novembre
Le chef de la junte, Min Aung Hlaing, appelle tous les réservistes militaires pour se préparer aux opérations militaires après les lourdes pertes subies lors des combats. Des médecins militaires encore en formation sont également appelés au combat en première ligne. Le TNLA prend le contrôle de la dernière base restante de la Tatmadaw à Namhkam, tuant 13 soldats de la junte tout en capturant 3 autres ainsi que 30 pièces de munitions.

##### 9 novembre

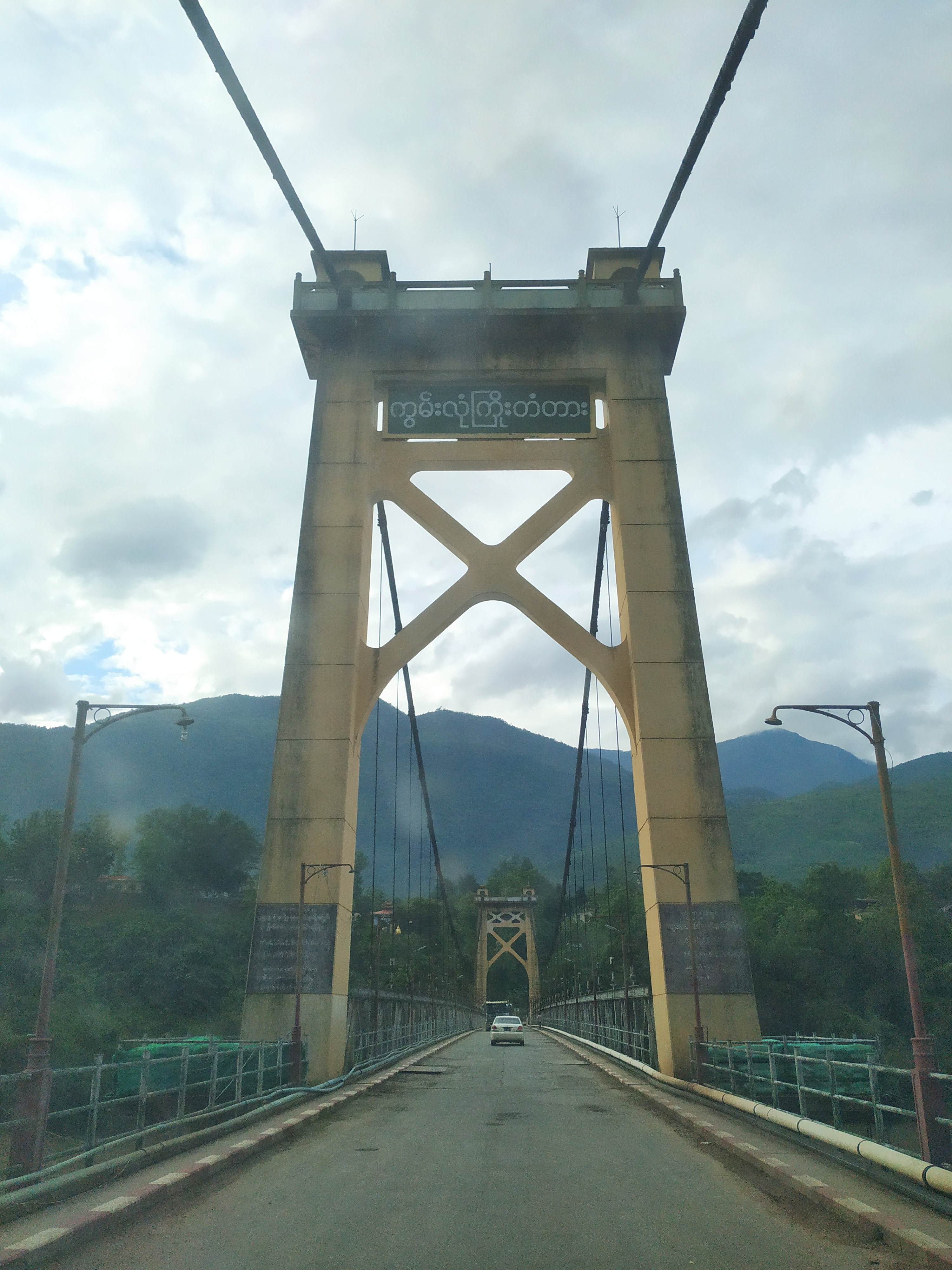
Pont suspendu de Kunlong.

La junte perd le contrôle de la ville de Kunlong. Les forces de la junte attaquent un camp tenu par les forces du TNLA et du PDF de Mandalay (MDY-PDF) près du village d'Ommkha, près de Nawnghkio, avec trois voitures blindées. L'un des véhicules blindés est détruit et capturé par les forces du TNLA/MDY-PDF et les deux véhicules blindés restants se retirent. La KIA capture également trois bases militaires dans le canton de Hpakant. À Kalewa, les PDF affrontent la junte au cours de laquelle 10 soldats de la Tatmadaw sont tués et 50 armes saisies par les rebelles. Le même jour, la junte mobilise toutes ses réserves.

##### 10-11 novembre
Un groupe de la junte composé d'environ 200 combattants est attaqué alors qu'il se dirige vers Kawlin par les forces locales des PDF. La bataille dure environ trois heures. Les PDF affirment avoir saisi une cinquantaine d'armes à feu. Le MNDAA affronte les forces de la junte à Kunlong. Une force combinée des PDF, KIA, AA et ABSDF continue à attaquer Htigyaing (en). Les forces de la junte reçoivent le soutien des avions bombardant la ville.
Le 11 novembre, il est rapporté que plus de 300 soldats de la junte et membres des milices alliées alignées sur la junte se sont rendus aux forces de résistance depuis le début de l'opération.

##### 12 novembre
Le TNLA attaque une base militaire de Kyinti sur un pont près de Thibaw dans la matinée et le capture complètement à 5 h 30 du matin. Les bases militaires sur la rive ouest de la rivière Salouen à Kunlong sont prises par le MNDAA et les deux côtés de la ville passent sous son contrôle. L'équipement saisi par le groupe comprend deux obusiers D-30, un MAM-01 MRLS de 122 mm, un MAM-02 MRLS de 240 mm, un véhicule blindé BTR-3U, un véhicule blindé EE-9, un véhicule blindé MT-LB et plusieurs mortiers,. Le régime militaire impose la loi martiale à Kunlong, Kutkai, Muse, Namhkan, Hsenwi, Lashio, Laukkai et Konkyan. Le même jour, 127 soldats de la junte du 129e bataillon d'infanterie stationnés à Laukkai se rendent au MNDAA dans la ville.

##### 13 novembre
La Chine émet des mandats d'arrêt contre Ming Xuecheng, aligné sur la junte, et trois autres membres de la famille Ming pour leur implication dans des opérations d'escroquerie en ligne. Selon The Diplomat, cette décision signale le « soutien tacite de la Chine à la destitution de la direction de la Kokang SAZ (en) ». La MNDAA saisit davantage de véhicules blindés de fabrication ukrainienne. La maison de la famille Ming, dans le village de Shiyuanzi, dans la Kokang SAZ, est bombardée. La MNDAA nie toute responsabilité.
Les premiers combats dans l'État d'Arakan depuis le début de l'opération ont lieu dans les cantons de Rathedaung et de Minbya, rompant un cessez-le-feu informel en vigueur dans la région et marquant le début de l'offensive de Rakhine. L'AA indique avoir saisit des avant-postes et arrêté certains officiers.

##### 14-15 novembre
Le 14 novembre, 43 soldats de l'armée birmane tentent de fuir en traversant la frontière vers l'État indien du Mizoram. La plupart d'entre eux sont désarmés par les Assam Rifles et renvoyés en Birmanie. Selon les rapports du MNDAA, ils commencent à attaquer les positions de l'armée birmane à Mawhtike, capturant deux postes et tuant 20 soldats du régime.
Le 15 novembre, les forces rebelles signalent que l'ensemble du 129e bataillon des forces armées se rend dans l'État shan. La reddition de 127 soldats et de 134 membres de leurs familles marque la plus grande reddition de ce type depuis l'escalade du conflit après le coup d'État de 2021,. La junte utilise des frappes aériennes contre les réfugiés à Loikaw. Les rebelles du MNDAA capturent deux obusiers M-56А1 (en) de 105 mm sur les positions des forces de la junte à Mawhtike.
Le Conseil administratif d'État annonce également que le président de la Kokang SAZ, alliée à la junte, Myint Swe, sera temporairement remplacé par le général de brigade Tun Tun Myint. Tun Tun Myint est auparavant le commandant chargé des opérations du nord de l'État shan. Cette décision est suggérée comme une anticipation de l'opération 1027 se dirigeant vers Laukkai.
Le 6e bataillon d'infanterie légère et le 425e bataillon d'infanterie légère de la 66e division d'infanterie légère de la junte sont gravement endommagés lors des combats à l'université de Loikaw (en), le commandant et le commandant en second des bataillons étant tués dans les deux bataillons malgré un soutien aérien et d'artillerie excessif. Les 38 soldats restants sous le commandement du capitaine Kaung Myat Ko, le seul officier restant, se rendent aux KNDF.

#### Janvier 2024

##### 4 janvier 2024
Le 4 janvier, la ville de Laukkai, plus gros commandement militaire de l'État shan, est prise par les rebelles,.

### Phase 2 de l'opération1027

#### Août 2024
Lashio, la plus grande ville de l'Etat shan, tombe. Plusieurs responsables militaires de la junte birmane sont faits prisonniers.

## Conséquences
L'UNOCHA a signalé qu'au 30 octobre 2023, plus de 6 200 personnes avaient été nouvellement déplacées, dont environ 1 000 cherchant refuge dans les forêts et plus de 5 000 personnes déplacées dans des sites temporaires, pour la plupart des complexes religieux. Dans la commune de Kutkai, l'électricité a été coupée en raison de la destruction des lignes électriques pendant les combats, et les services de communication mobile ont été interrompus dans plusieurs communes, notamment Hsenwi, Kutkai, Muse, Namhkan et la zone auto-administrée de Kokang. Myanmar Now (en) a rapporté que selon les travailleurs humanitaires locaux, plus de 25 000 personnes avaient été déplacées par les combats, dont environ la moitié ont fui vers Namtit (en) dans l'État Wa.
L'offensive a entraîné l’arrêt du commerce transfrontalier avec la Chine. Les combats ont interrompu la circulation sur toutes les principales routes commerciales menant à la frontière chinoise, et les postes frontières de Muse et Laukkai ont été fermés. Les marchandises ont été redirigées vers Loi Je, dans l'État Kachin, mais la ville est trop petite pour gérer autant de commerce que la frontière nord de l'État shan, qui représente 70% de tous les échanges commerciaux avec la Chine. The Irrawaddy estime que la junte perd environ 423 000 dollars par jour en recettes fiscales à cause du blocage.
Un enfant et une femme ont été tués et au moins cinq autres personnes ont été blessées lors d'une frappe d'artillerie sur le village de Namphatka, dans la municipalité de Kutkai (en).